# Guillermo Ramón III de Moncada
Guillermo Ramón de Moncada  o Guillermo Ramón III de Moncada llamado «el Conquistador» (m. 1398), fue un político italiano, cabeza de una familia de origen catalán y asentada en Sicilia desde 1282; organizó en nombre de Martín I y Pedro IV de Aragón el rapto de la reina María de Sicilia. Fue Gran Giustiziere con Martín el Joven.
Guillermo llegó a Sicilia en la segunda mitad del siglo xiv. Defensor en Sicilia del partido catalán en 1378 fue investido con el título de conde de Augusta, sin embargo, en 1382, derrotado por los barones rebeldes se vio obligado a refugiarse en Cataluña. Muerto Artale I Alagona (1389) regresó a Sicilia, donde organizó con la aprobación secreta de Pedro I de Aragón el secuestro de la reina María de Sicilia. El secuestro se produjo en la noche del 23 de enero de 1379 en el Castello Ursino de Catania para evitar un matrimonio organizado por Artale II Alagona
de María con Giangaleazzo Visconti. María fue llevada a Licata (AG) y de allí a Barcelona, a la corte aragonesa, donde, en el mismo año y entre las protestas de los barones y el papa Urbano VI, se casó con  Martín de Aragón llamado el joven,  hijo de  Martín  «el Humano» y nieto del rey.
Como señal de reconocimiento, Guillermo fue nombrado «Regio Consigliere» y Gran Giustiziere del Reino de Sicilia el 21 de mayo de 1392, y también  conde de Malta y de Naro  así como señor de Sortino. Después de un intento de rebelión, fue privado de todo cargo y propiedad el 16 de noviembre de 1396 y murió en 1398, habiendo caído en desgracia.